# Frans II van Nevers
Frans II van Nevers ook bekend als Frans II van Kleef (31 juli 1540 – Dreux, 19 december 1562) was van februari 1562 tot aan zijn dood hertog van Nevers en graaf van Rethel. Hij behoorde tot het huis van der Mark.

## Levensloop
Frans II was de oudste zoon van hertog Frans I van Nevers en Margaretha van Bourbon, dochter van hertog Karel van Bourbon-Vendôme. In februari 1562 volgde hij zijn vader op als hertog van Nevers en graaf van Rethel.
Hoewel zijn vader zich kort voor zijn overlijden bekeerde tot het calvinisme, koos Frans II na het Bloedbad van Wassy op 1 maart 1562 in de Hugenotenoorlogen partij voor de katholieken. In 1562 nam hij deel aan de succesvolle belegering van Rouen, dat op 26 oktober ingenomen werd. Op 19 december van datzelfde jaar vocht hij aan de zijde van de katholieken in de Slag bij Dreux, die gewonnen werd door de hugenoten. Bij deze veldslag schoot Frans zichzelf per ongelukkig dood toen hij de lading van zijn pistool wilde controleren.
In 1561 huwde Frans met Anna (1540-1572), dochter van Lodewijk III van Bourbon-Vendôme, hertog van Montpensier. Het huwelijk bleef kinderloos. Zijn jongere broer Jacob volgde hem op.